# 女番長 玉突き遊び
『女番長 玉突き遊び』（スケバン たまつきあそび）は、1974年10月19日に公開された日本映画。『女番長シリーズ』最終作。
元々本作は、シリーズ前作『女番長 タイマン勝負』より先に公開される予定であった。主演の叶優子が撮影中に重傷を負ったことで本作は製作が中断し、公開が延期になったが、叶の復帰後に撮影が再開された。しかし『タイマン勝負』とは公開順が入れ替わり、本作がシリーズ最終作となった。

## キャスト
- 牧今日子：叶優子
- 西条五郎：白石襄
- ユキ：藤山律子
- 桃代：田島晴美
- 弘子：城恵美
- 真弓：早乙女りえ
- かおる：碧川じゅん
- トン子：美和じゅん子
- 三奈：衣麻遼子
- マリ：大堀早苗
- 花江：相川圭子
- 洋子：愛田純
- 立花総太郎：安部徹
- 友田：丘路千
- 小池：菅貫太郎
- 古山：高池功
- 西井：平沢彰
- 勝：広瀬義宣
- 立花興業社員：池田謙治
- 立花興業社員：奈辺悟
- 沖栄之助：金子信雄
- 八木：名和宏
- 久保：多賀勝
- 中原：西田良
- サリー：星まり子
- ジュン：柴弥生
- 田坂：中村錦司
- 川内：大泉滉
- 清：成瀬正孝
- 公衆電話の男：林真一郎
- 出前持ち：山下義明
- ：蓑和田良太
- 弔問客：疋田泰盛、波多野博
- 裁判官：那須伸太朗
- 主婦：富永佳代子
- 老婆：日高綾子
- 不良娘：柴葉子、佐久間裕子

以下ノンクレジット
- 子分：北川俊夫、壬生新太郎、西山清孝、松本泰郎

## 挿入歌
- 挿入歌「泣くなオッパイちゃん」 ミノルフォンレコード
作詩 - 富永一朗　作曲 - 井上忠夫　唄 - 星まり子
- 挿入歌　The M「白い十字架」 MCAレコード / 日本ビクター
クレジットなし。今日子ひきいる血桜グループが琵琶湖で水遊びする場面で使用。

## スタッフ
- 企画 - 三村敬三
- 脚本 - 松本功
- 撮影 - 鈴木重平、古谷伸
- 照明 - 井上孝二
- 録音 - 格畑学、中山茂二
- 美術 - 竹川輝夫
- 音楽 - クニ河内
- 編集 - 神田忠男
- 助監督 - 河村満和、萩原将司
- 記録 - 牧野淑子、森村幸子
- スチール - 諸角良男、中山健司
- 装置 - 温井弘司
- 装飾 - 山田久司
- 背景 - 西村和比古
- 美粧結髪 - 東和美粧
- 衣装 - 高安彦司、松田孝
- 擬斗 - 土井淳之祐
- キックボクシング指導 - 風間健
- パラセール指導 - 北島義国
- 演技事務 - 伊駒実麿
- 進行主任 - 上田正直
- 監督 - 関本郁夫